# Chileense landschildpad
De Chileense landschildpad (Chelonoidis chilensis) is een schildpad uit de familie landschildpadden (Testudinidae).
De soort wordt ook wel Argentijnse schildpad genoemd. De soort werd voor het eerst wetenschappelijk beschreven door John Edward Gray in 1870. Oorspronkelijk werd de wetenschappelijke naam Testudo (Gopher) chilensis gebruikt.
De schildpad bereikt een maximale schildlengte tot ongeveer 43 centimeter.
De Chileense landschildpad komt voor in delen van Zuid-Amerika en leeft in de landen Argentinië, Bolivia en Paraguay. Ondanks de Nederlandstalige naam en de wetenschappelijke soortnaam chilensis (= in Chili levend) komt de schildpad dus niet voor in Chili. De habitat bestaat uit bergstreken en halfwoestijnen. Er werden vroeger drie ondersoorten erkend, maar deze verdeling wordt tegenwoordig beschouwd als verouderd.